# Томико Итока
Томико Итока (јап. 糸岡富子; Осака, 23. мај 1908 – Ашија, 29. децембар 2024) била је јапанска суперстогодишњакиња која је према гинисовој књизи рекорда носила титулу најстарије живе особе на свету у периоду од 19. августа до 29. децембра 2024. године.

## Биографија
Томико Итока рођена је у Осаки, Префектура Осака, Јапан, 23. маја 1908. године, као друга (најстарија ћерка) од троје браће и сестара. По завршетку школе удала се и у 21. години родила најстарију ћерку. Након што јој је супруг преминуо 1979. године, живела је сама у родном граду свог супруга, у префектури Нара, око 10 година. Често је уживала у пењању на планине, па чак и када је имала 100 година, могла је са се попне дугим стазама високих планина без штапа.
23. маја 2018, прославила је свој 110. рођендан, поставши суперстогодишњакиња.
30. априла 2022, након смрти 115-годишње анонимне жене, постала је најстарија жива особа у префектури Хјого.
12. децембра 2023, након смрти 116-годишње Фусе Татсуми, постала је најстарија жива особа у Јапану.
19. августа 2024, након смрти 117-годишње Марије Брањас из Шпаније, постала је најстарија жива особа на свету.
Томико Итока преминула је у Ашији, Префектура Хјого, Јапан, 29. децембра 2024. године, у доби од 116 година и 220 дана. Након њене смрти, тада 116-годишња Ина Канабаро Лукас из Бразила, преузела је титулу најстарије живе особе на свету, а тада 115-годишња Окаги Хајаши, преузела је титулу најстарије живе особе у Јапану и Азији.